# Prilagođenice
Prilagođenice su posuđenice koje su dobro prilagođene pravilima i tvorbi hrvatskog jezika, ali se ipak osjeća njihovo strano podrijetlo. Uglavnom su to europeizmi, odnosno internacionalizmi.